# پاژنگو
پاژنگو (به لهستانی:  Parzniew) یک روستا در لهستان است که در گمینا بروینوو واقع شده‌است.